# تکیه فرمهین
تکیه فرمهین مربوط به دوره قاجار است و در شهرستان فراهان شهر فرمهین، ۴۵ کیلومتری شمال اراک واقع شده و این اثر در تاریخ ۹ اردیبهشت ۱۳۸۲ با شمارهٔ ثبت ۸۶۰۷ به‌عنوان یکی از آثار ملی ایران به ثبت رسیده است.
نکته قابل توجه نقش شمر ، حاج یعقوب فرمهینی فراهانی (1922-2021) ، که در همسایگی تکیه زندگی میکرده است.